# Johanne Fenger
Johanne Fenger (5. september 1836 – 11. august 1913) var en dansk komponist. Hun tilhørte en slægt, der fostrede mange præster, læger og embedsmænd. Hun var datter af præsten Johannes Ferdinand Fenger.
Johanne Fenger levede selv som ugift og uden fast arbejde hele livet, først hos sine forældre og siden hos andre slægtninge. Faderen var en bekendt af B. S. Ingemann, og far og datter optrådte undertiden for ham med sange af udenlandsk oprindelse, som de forslog Ingemann at gendigte på dansk. Johanne spillede klaver og faderen sang.
Faderen fik i 1854 et nyt præstekald i Høje Tåstrup. Nu kunne hun let rejse med toget til København. Der fik hun undervisning i komposition, sang og klaver af Leopold Rosenfeld og Edvard Helsted. Størst påvirkning modtog hun dog fra slægtningen, komponisten Christian Barnekow, der var formand for Samfundet til udgivelse af dansk musik.
Efter forældrenes død boede Johanne Fenger hos farbroderen, den fremtrædende læge og politiker Carl Emil Fenger. Hun har formodentlig undervist hans børn, men underviste også i korsang og klaver. Imidlertid fik hun et apoplektisk anfald. Hun blev delvist blind og begyndte at lide af vrangforestillinger. Mellem 1885 og 1896 var hun indlagt på et sindssygehospitalet Oringe ved Vordingborg. Søsteren Sofie tog hende senere til sig, og hun blev med tiden så rask, at hun igen kunne dyrke musik.

## Musik
Johanne Fenger komponerede og udgav i alt 46 sange og to klaverstykker mellem 1866 og 1911.
- Sex danske Sange (1866)
- Ahasverus (6 sange 1871)
- Lyriske Sange (1881)
- Digte af Helene Nyblom (1884)
- Menneskets Engle (1904)